# Mesosa bimaculata
Mesosa bimaculata är en skalbaggsart som beskrevs av Stephan von Breuning 1936. Mesosa bimaculata ingår i släktet Mesosa och familjen långhorningar.
Artens utbredningsområde är Myanmar. Inga underarter finns listade i Catalogue of Life.